# Michael Mills (Animator)

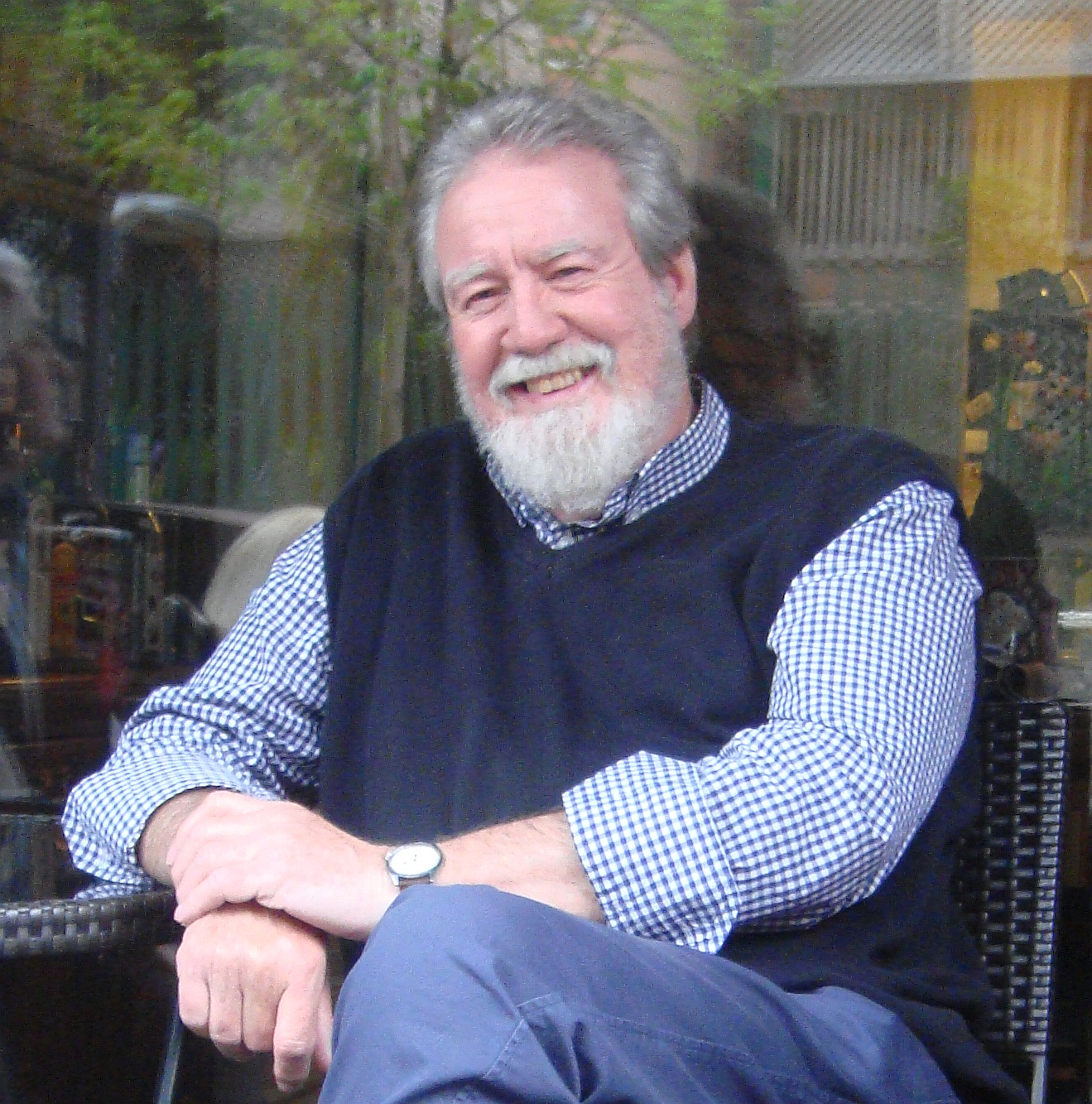
Michael Mills (2016)

Michael Mills (* 14. Januar 1942 in London) ist ein britisch-kanadischer Animator.

## Leben
Er besuchte nach seiner Schulzeit das Griffin Animation Studio, arbeitete unter David Hand bei Gaumont und kam 1966 zum National Film Board of Canada. Hier entstand unter anderem der Kurzfilm Evolution, für den Mills 1972 eine Oscarnominierung erhielt. Mills war seit 1949 auch als Filmproduzent in Erscheinung getreten und produzierte seine eigenen Werke selbst. Im Jahr 1974 gründete er sein Produktionsstudio Michael Mills Productions in Montréal. Neben zahlreichen Werbefilmen und Fernsehproduktionen schuf Mills weiterhin Kurzanimationsfilme. Weltgeschichte in genau drei Minuten, der 1980 entstand, wurde 1981 für einen Oscar nominiert und erhielt den Goldenen Bären der Berlinale 1981 als Bester Kurzfilm.

## Filmografie (Auswahl)
- 1967: Tax Is Not a Four-letter Word
- 1970: Where There’s Smoke
- 1971: Evolution
- 1971: In a Nutshell
- 1972: Tilt
- 1973: Man: The Polluter
- 1974: The Happy Prince
- 1978: Canada Vignettes: The Horse
- 1980: S.P.L.A.S.H.
- 1980: Weltgeschichte in genau drei Minuten (History of the World in Three Minutes Flat)

## Auszeichnungen (Auswahl)
- 1972: Oscarnominierung, Bester animierter Kurzfilm, für Evolution
- 1980: OIAF Award, Ottawa International Animation Festival, für Weltgeschichte in genau drei Minuten
- 1981: Oscarnominierung, Bester animierter Kurzfilm, für Weltgeschichte in genau drei Minuten
- 1981: Berlinale, Goldener Bär, Bester Kurzfilm, für Weltgeschichte in genau drei Minuten
- 1981: Berlinale, Interfilm Award / Otto Dibelius Film Award, für Weltgeschichte in genau drei Minuten
- 1981: Nominierung Genie Award, Bester Kurzfilm, für Weltgeschichte in genau drei Minuten